# Stepok, Tarașcea
Stepok (în ucraineană Степок) este localitatea de reședință a comunei Stepok din raionul Tarașcea, regiunea Kiev, Ucraina.

## Demografie
Componența lingvistică a localității Stepok
     Ucraineană (98,84%)
     Alte limbi (0,47%)
Conform recensământului din 2001, majoritatea populației localității Stepok era vorbitoare de ucraineană (98,84%), existând în minoritate și vorbitori de alte limbi.